# Сердар Ортач
Сердар Ортач (тур. Serdar Ortaç; 16 лютого 1970, Стамбул, Туреччина) — турецький співак кримськотатарського походження.

## Кар'єра
Сердар Ортач народився в Стамбулі 16 лютого 1970 року. Закінчив початкову школу в Коджамустафапаші, потім здобув повну середню освіту в ліцеї Суадіє. Після чого став випускником професійного ліцею на відділенні «Токарна справа». Був прийнятий в Університет Бількент на відділення «Культура і мова Сполучених Штатів Америки». Однак був змушений перервати навчання.
Його перший альбом був найпродаванішим з альбомів 1994 року, було продано більше 2 мільйонів копій. А його альбом Çakra (укр. Чакра) став найпродаванішим в 2004 році.
Сердар самостійно складає музику до більшості своїх пісень. В цілому він склав понад 150 пісень.
Також його пісні можна почути в альбомах інших виконавців: Сібель Джан, Хюлья Авшар, Муаззез Абаджи, Серен Серенжил, Алишан, Ебру Гюндеш і Гюльбен Ерген. Його пісні також були переведені на кілька іноземних мов: арабську, грецьку, азербайджанську, російську, казахську і вірменську.
Ортач вів ТБ-шоу «З Сердаром Ортачем» (англ.  With Serdar Ortaç) 3 роки. Це шоу стало найкращою програмою 2003 року.
У січні 2005 року Ортач випустив свою першу книгу «Bu Şarkılar Kimin Için?» («Для кого ці пісні?»), в якій опубліковані його вірші, мемуари та історії.

## Дискографія

### Альбоми
1. 1994 — Aşk Için / Для любові
2. 1996 — Yaz Yağmuru / Літній дощ
3. 1997 — Loco Para Amar / Божевільна любов
4. 1998 — Gecelerin Adamı / Людина Ночі
5. 1999 — Bilsem Ki / Якщо я знав
6. 2002 — Okyanus / Океан
7. 2004 — Beni Unut/Çakra / Забудь мене/Чакра
8. 2006 — Mesafe / Відстань
9. 2008 — Nefes / Дихання
10. 2010 — Kara Kedi / Чорна кішка
11. 2012 — Ray / Рельс
12. 2014 — 20. Yil Bana göre aşk / 20 років. Люби мене
13. 2015 — Cek Elini Kalbimden(Konus Yuzume 2015) / Візьму твою руку від мого серця
14. 2016 — Gıybet / Наклеп
15. 2017 — Cımbız / Пінцет

### Збірники
1. 2001 — Sahibinin Sesi Remix / Голос власника
2. 2004 — Serdar Ortaç Klasikleri / Сердар Ортач Класика
3. 2015 — Arşiv (3 CD) / Архів (потрійний альбом)

### Реміксові альбоми
1. 2007 — Gold Remix
2. 2009 — Gold Remix 2009
3. 2011 — Gold Remix 2011
4. 2015 — Serdar Bizi Diskoya Götür /Сердар візьміть нас на дискотеку

## Нагороди
- 1994: Kral TV Video Music Awards — Кращий Чоловічий Прорив
- 1997: Nanik: Most Beloved Song Of The Year — Padisah
- 1999 Ege Star Magazine — Самий успішний артист року
- 2000: Kral TV Video Music Awards — Кращий поп-музикант
- 2003: Radio & TV Oscars — Найкраща шоу-програма: «З Сердаром Ортачем» (With Serdar Ortaç)
- 2004: MÜYAP Music Awards — Найпродаваніший альбом року: Çakra
- 2006: Future Magazine Awards — Кращий поп-музикант
- 2009: Kral TV Video Music Awards — Кращий поп-музикант
- 2010: Kral TV Video Music Awards — Найбільша ротація на радіо

## Серйозне захворювання
В кінці червня 2014 року Сердар Ортач захворів. Діагноз — розсіяний склероз. Від цієї хвороби він буде лікуватися все життя. Після лікарні він був не дуже, але не минуло й місяця, як Сердар виступив у Hadriye.
Зараз Ортач активно виступає і заявляє, що почувається добре.

## Особисте життя
6 червня 2014 року Сердар вступив в законний шлюб з Хлоєю Лоунан (Chloe Loughnan).